# الرائدة (مجلة)
الرائدة هي مجلة أكاديمية نسوية نصف سنوية مُحكّمة تُعنى بدراسات المرأة والنوع الاجتماعي. تأسست مجلة الرائدة عام ١٩٧٦، ويصدرها المعهد العربي للمرأة التابع للجامعة اللبنانية الأمريكية بهدف تعزيز التواصل بين النساء العربيات ونساء العالم.

## التاريخ
تأسس معهد دراسات المرأة في العالم العربي عام ١٩٧٣ في كلية بيروت الجامعية بتمويل من مؤسسة فورد، ثم أصبح لاحقًا جزءًا من الجامعة اللبنانية الأمريكية. ولأن الكلية تأسست على يد مبشرين مسيحيين أمريكيين، فقد صدرت المجلة حصريًا باللغة الإنجليزية على مدى معظم تاريخها حتى إصدار خريف وشتاء عام ٢٠٠١، حين صدرت أول طبعة عربية من المجلة. ركزت مجلة الرائدة على قضايا المرأة العربية، وصدر منها أعدادًا خاصة ناقشت موضوعات مثل المرأة في السينما العربية، والمرأة والحرب الأهلية اللبنانية، والمرأة والعمل، والعنف ضد المرأة. وفي عام ٢٠١٣، بدأت المجلة تصدر نصف سنويًا كمجلة أكاديمية متعددة التخصصات مُحكّمة، تتضمن مقالات أكاديمية وغير أكاديمية. في عام ٢٠١٧، حُوِّل محتوى المجلة إلى نسخة رقمية وأُصبحت مُتاحة على شبكة الإنترنت. وُصفت مجلة الرائدة بأنها واحدة من أنجح المجلات النسوية في لبنان، والتي استعادت جزءًا من تاريخ الحركة النسوية في لبنان بعد أن ظلت مهملة لزمن طويل.

## محررون بارزون
- روز غريب